# 1304 هـ
1304 هـ هي سنة في التقويم الهجري امتدت مقابلةً في التقويم الميلادي بين سنتي 1886 و1887.

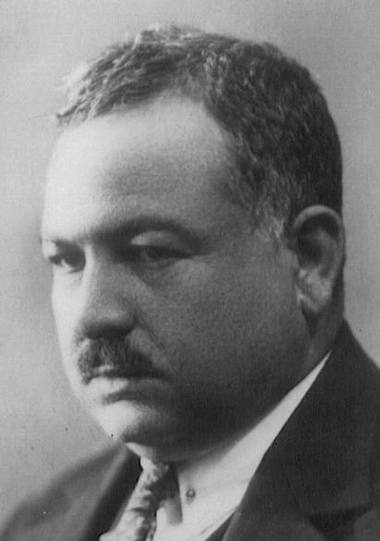
محمد لطفي جمعة

## أحداث
- محمد بن عبد الله بن علي الرشيد يعين سالم ابن سبهان أميرا للرياض.
- محمد بن عبد الله بن علي الرشيد يغادر الرياض ويعود إلى حائل.
- الأمام عبد الله بن فيصل بن تركي آل سعود يصبح أكبر فرد في العائلة بعد أن بلغ 57عاما. بينما لم يصل عمر أخوه عبد الرحمن بن فيصل 40عاما
- سالم ابن سبهان يقوم بقتل جميع أبناء الأمام سعود بن فيصل.
- الأمير فيصل بن عبد الرحمن بن فيصل آل سعود نائب وزير وزارة الحروب السعودية القديمة, يتولى منصب وزير الحروب ونائب الحروب.
- سك أول عملة محلية لـ دولة الكويت وسميت بـ البيزة الكويتية.

## مواليد
- أحمد خالد المشاري
- مصطفى عبد الرازق
- ملك حفني ناصف
- نبوية موسى
- أمين محمود خطاب
- حافظ عفيفي
- خليل طوطح
- عارف النكدي
- عبد الكريم الزنجاني
- محمد بن عبد العزيز الرشيد
- محمد لطفي جمعة
- ممدوح الشريف
- مهدي بن حبيب الله الشيرازي
- يعقوب الخياط

## وفيات
- أحمد زيني دحلان
- عبد الحي اللكنوي
- عبد القادر السنندجي